# Quand l'amour tue
Pour plus de détails, voir Fiche technique et Distribution.
Quand l'amour tue (När kärleken dödar) est un film muet suédois réalisé par Mauritz Stiller et sorti en 1913.

## Synopsis
Après une dispute avec son père, une jeune fille, Irma, aux talents artistiques quitte le domicile familial. Un an plus tard, Irma est devenue modèle d'un jeune peintre pauvre, Oscar Falck, avec qui elle vit. Un jour, Oscar remarque qu'un monsieur distingué et bien habillé est en train de perdre son portefeuille dans la rue ; il s'en empare, mais le monsieur a repéré le voleur. À son retour à la maison, Oscar montre le portefeuille à Irma ; celle-ci reconnaît les initiales sur le portefeuille : il s'agit du portefeuille du comte Bjelke dont son père est l'employé. Oscar expose au salon un portrait d'Irma. Le comte remarque ce portrait et demande qui en est l'auteur et quelle est son adresse, pour l'acheter.
Le comte identifie immédiatement son voleur. Irma le supplie de ne pas dénoncer son amant à la police. Le comte accepte à condition qu'elle quitte Oscar pour lui. Déchirée, Irma écrit une lettre d'adieu à Oscar et quelque temps plus tard épouse le comte. Son mariage n'est pas heureux. Au bout de quelques années, Oscar est devenu un peintre reconnu et riche. Un soir, le comte et Oscar se croisent au club, mais le comte lui tourne le dos avec mépris ; un duel s'ensuit donc. Irma essaye d'empêcher le duel ; mais c'est le drame et le comte est tué. Irma et Oscar prennent la fuite. Dans le train, Irma fait un cauchemar ayant la vision du fantôme du comte, sombre et menaçant, qui vient chercher son amant...

## Fiche technique
- Titre original : När kärleken dödar
- Titre français : Quand l'amour tue
- Réalisateur : Mauritz Stiller
- Scénario : Mauritz Stiller et Sigrid Calamnius
- Photographie : Julius Jaenzon
- Production : AB Svenska Biografteatern
- Pays : Suède
- Genre : drame
- Date de sortie : 31 mars 1913 (Suède)
- Durée : 41 minutes

## Distribution
- Victor Sjöström : Oscar Falck, peintre
- Bergliot Husberg : Irma
- Georg af Klercker : le comte Bjelke
- Emil Ljungqvist : le père d'Irma
- William Larsson : un collectionneur d'art
- Märta Halldén

## Autour du film
Quand l'amour tue a été tourné en janvier-février 1913
Ce film a disparu, sauf un court extrait de deux minutes.